# Tadousse-Ussau
Tadousse-Ussau är en kommun i departementet Pyrénées-Atlantiques i regionen Nouvelle-Aquitaine i sydvästra Frankrike. Kommunen ligger i kantonen Garlin som tillhör arrondissementet Pau. År 2022 hade Tadousse-Ussau 73 invånare.

## Befolkningsutveckling
Antalet invånare i kommunen Tadousse-Ussau
| Referens: INSEE |